# 克勉五世
克莱蒙五世（拉丁語：Clemens Quintus，1264年—1314年4月20日），原名Raymond Bertrand de Got（有时也拼写为de Guoth或de Goth），他从1305年6月5日起成为天主教会的教宗和教宗国的统治者直至其于1314年4月去世。克莱蒙五世因镇压圣殿骑士团并允许处决其许多成员而被人们铭记。他还将教廷从罗马迁至阿维尼翁，开启了被称为阿维尼翁教廷的时期。 

## 早年生活
克勉五世出生于阿基坦的维朗德罗，是比朗德劳特领主贝拉尔的儿子。他早年在图卢兹学习艺术，并曾在奥尔良和博洛尼亚学习教规和民法，后来成为了波尔多圣安德烈大教堂的法政牧师和教堂司事。在此期间，他在他的哥哥，时任里昂大主教的手下担任副主教。他的哥哥于1294年被任命为阿尔巴诺的红衣主教并成为了教廷驻法国的大使。他在之后被任命为科曼日地區聖貝特朗教区的主教，在此职位上，他扩大和装饰了主教大教堂，并成为教宗波尼法爵八世的随行神父，后者于1297年任命他为波尔多大主教。
作为波尔多大主教，他实际上是法国国王的下属，但从青年时代起，他与法王腓力四世就已经私交甚密。

## 教宗选举
教宗本笃十一世在1304年去世后，由法国和意大利枢机之间的关于下一任人选的纠纷导致了一年的教宗空位。法国和意大利枢机在佩鲁贾举行的秘密会议中拥有的票数几乎相等。他于1305年6月当选为教宗克勉五世并于11月14号正式加冕。由于他既不是意大利人也不是枢机，所以被选为教宗可能正是因为他的政治中立性。编年史家乔瓦尼·维拉尼说，在当选教宗之前，克勉五世就已经与法王腓力四世签署了某些协议。无论这是否属实，红衣主教团非常可能为未来的教宗制定了即位的条件。
在波尔多，他收到了当选教宗的消息，并被敦促前往意大利。但他于1305年11月14日选择在里昂加冕，庆祝仪式由腓力四世参加。他作为教宗的第一个条令是擢升了九位法国籍红衣主教。在他的加冕典礼上，布列塔尼公爵约翰二世领着教宗的马穿过人群。但由于有非常多的观众爬到墙顶，以至于其中一堵墙倒塌并压在了公爵的身上，公爵于四天后伤重去世。 

## 教宗生涯

### 圣殿骑士

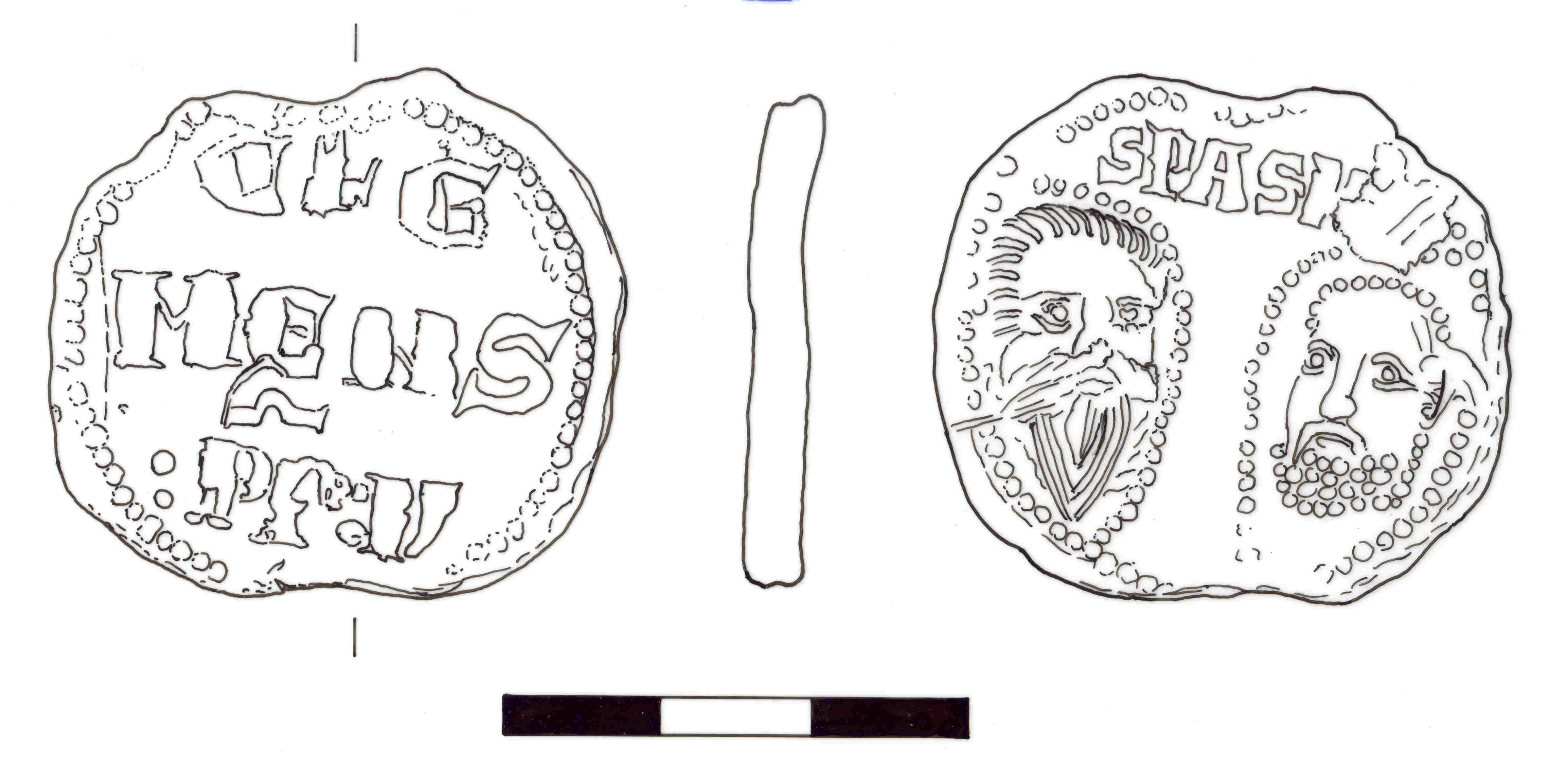
克勉五世的布拉

1306年初，克勉五世宣布教宗诏书Clericis Laicos适用于法国国王，基本上撤回了博義八世颁布的独一至圣诏书。该诏书声称教宗对世俗统治者具有至高无上的地位，所以直接威胁到腓力四世的政治计划。
1307年10月13日星期五，数百名圣殿骑士在法国被捕，这一行动显然是出于经济动机，因为该行动是由高效的皇家官僚机构执行的，旨在提高王室的威望。腓力四世是这一举动的幕后推手，但它也美化了克勉五世的历史声誉。从克勉五世加冕那天起，国王就不断以高利贷、信贷膨胀、欺诈、异端邪说、鸡奸等罪名指控骑士团成员，这加剧了教宗的顾虑，因为崛起的法国可能不会等待教会，而是会独立行事。
与此同时，腓力四世的律师要求重新启动纪尧姆·德诺加雷特对已故教宗博義八世的异端指控。1309年2月2日在阿维尼翁开始的这一非同寻常的审判持续了将近两年，克勉五世也不得不屈服于压力。在传唤证人的文件中，克勉五世表达了他个人对博義八世无罪的信念以及他满足国王愿望的决心。最后，在1311年2月，腓力四世写信给克勉五世，放弃了将这一进程交给未来的维埃纳大公会议。作为放弃指控的交换，克勉五世赦免了在阿纳尼绑架波尼法爵八世的所有参与者。
根据国王的意愿，克勉五世于1311年召集了维埃纳大公会议，拒绝将圣殿骑士定为异端。无论如何，教宗废除了该命令，因为圣殿骑士似乎声名狼藉，他们作为罗马教宗的银行家和东方朝圣者的保护者的作用已经过时。他们在法国的地产被分配给医院骑士团，但腓力四世一直控制着这些地产直到他去世，圣殿骑士拥有的银行和财产也被没收。

### 十字军东征和与蒙古人的关系

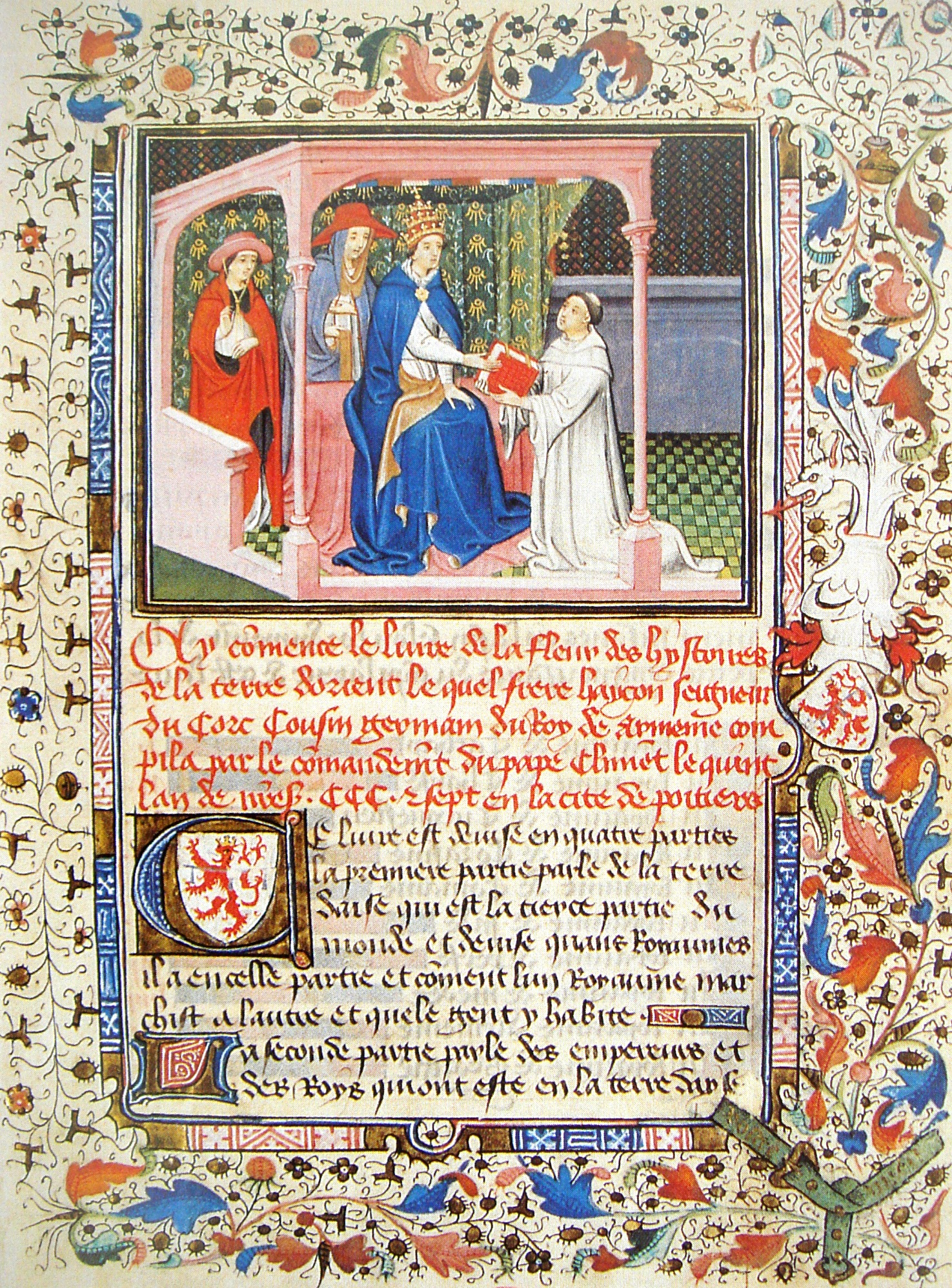
1307年，科里库斯的海顿将他关于蒙古东方之花的报告转交给教宗克勉五世。

克勉五世时断时续地与蒙古帝国沟通，探讨建立法蒙联盟对抗穆斯林的可能性。1305年4月，蒙古伊尔汗国的统治者完者都派布斯卡雷洛·德·吉佐菲率领的使团前来会见克勉五世、法王腓力四世和英王爱德华一世。1307年，由托马索·乌吉·迪·锡耶纳领导的另一支蒙古使团再次会见了欧洲君主。然而，双方没有协调任何军事行动，联盟的希望在几年内破灭。 
1308年，克勉五世下令在1309年春天对在圣地的马穆鲁克苏丹国发起十字军圣战。这导致了1309年7月在阿维尼翁出现了不受欢迎的穷人十字军。克勉五世宽恕了可怜的十字军，但拒绝让他们参加由医院骑士团领导的远征。那次远征始于1310年初，但医院骑士团没有航行前往圣地，而是从拜占庭人手中征服了罗德城。
1312年4月4日，教宗克勉五世在维也纳会议上宣布了十字军远征计划。1313年，完者都向西方和英王爱德华二世派遣了另一个使团。同年，腓力四世“背起十字架”，发誓要在黎凡特进行十字军远征。

### 与罗马的关系
在1309年3月，整个教廷从普瓦捷转移到沃奈桑伯爵领地，大约在阿维尼翁附近（阿维尼翁在当时并非法国的一部分，在理论上属于神圣罗马帝国阿尔勒王国，自1290年以来被那不勒斯国王卡洛二世作为帝国封地持有）。教宗的决定很大程度是因为罗马贵族及其武装民兵的冲突，而且拉朗特圣若望大殿也已在火灾中被毁。但这一决定促成了阿维尼翁教廷的建立。
克勉五世的即位对意大利来说也是一个灾难性的时期。教宗国被委托给一个由三名红衣主教组成的团队，但罗马是科隆纳和奥尔西尼两个家族的战场，完全无法控制。在1310年，神圣罗马帝国皇帝亨利七世进入意大利，在米兰扶持了维斯康蒂家族成为教区牧师，并于1312年在罗马被克勉五世的使节加冕。
在费拉拉，教宗的军队与威尼斯及其民众发生了冲突。当绝罚和禁令皆未能达到预期效果时，克勉五世宣布将于1309年5月对威尼斯进行讨伐，并宣布在国外被捕的威尼斯人可能会像非基督徒一样被卖为奴隶。

### 死亡
克勉五世于1314年4月20日去世。据记载，当他的遗体被安放在教堂里时，夜空中突然出现雷暴，闪电击中了他遗体所在的教堂，将其点燃。教堂的火势非常猛烈，以至于当大火被扑灭时，教宗的尸体几乎都被烧毁了。克勉五世最终被安葬在于泽斯特的于泽斯特大学教堂，正如他的遗嘱里所规定的那样。

## 譯名列表
- 五世：天主教香港教區禮儀委員會：禧年專頁 （页面存档备份，存于）作。
- 克勉五世：香港天主教教區檔案　歷任教宗作。
- 克雷芒五世：《大英簡明百科知識庫》2005年版[永久]、《世界人名翻譯大辭典》1993年版作克雷芒。

## 注脚
1. 1 2  Chamberlain, pp. 122, 123, 131
2. 1 2 3 4 5 6  Menache, pp. 1, 2, 16, 23, 178, 255
3. ↑  Baumgartner 2003，第48頁.
4. ↑  Borderie, pp. 359–381
5. ↑  Cheetham, pp. 152.
6. 1 2 3  Howarth, pp. 11–14, 261, 323
7. 1 2  Gábor Bradács, "Crusade of the Poor (1309)", in Jeffrey M. Shaw and Timothy J. Demy (eds.), War and Religion: An Encyclopedia of Faith and Conflict, 3 vols. (ABC-CLIO, 2017), vol. 1, pp. 211–12.
8. ↑  Jean Richard, "Histoire des Croisades", p. 485
9. ↑  Duffy, pp. 403, 439, 460–463
10. ↑  Davidson, p. 40.